# دهستان کلاردشت
دهستان کلاردشت دهستانی در شهرستان چالوس استان مازندران ایران بود. در سرشماری ۱۳۸۵ جمعیت این دهستان ۸٬۴۶۰ نفر (۲٬۳۹۸ خانوار) بوده‌است. این دهستان شامل ۲۲ دهستان بود و به دو دهستان کلاردشت غربی و کلاردشت شرقی تقسیم شد. این دو دهستان به همراه شهر کلاردشت به شهرستان ارتقا یافتند.